# Stremma
Stremma (altgriechisch στρέμμα), auch Stremme, im Plural Stremmen ist ein griechisches Flächenmaß, das ungefähr einem Dunam entspricht.
Das griechische Wort bezeichnet ursprünglich „das Gedrehte“, davon abgeleitet dann einen Faden oder ein Seil. Die Verwendung des Wortes für eine Flächeneinheit erklärt sich daraus, dass eine mit einem Messseil (Stremma) abgemessene quadratische Fläche gemeint ist, deren Seitenlänge wiederum einem Plethron entspricht. Dagegen ist die offizielle Bezeichnung für die gleiche Fläche in byzantinischer Zeit, Modios (altgriechisch μόδιος), von dem Hohlmaß Modios (vgl. Scheffel) abgeleitet – als die Fläche, die man mit einem Modios Weizen besäen konnte.
Das neugriechische oder auch „königliche Stremma“ umfasst 1000 Quadratmeter, also 0,1 Hektar. Das mittelalterliche moreotische Stremma entsprach 1270 m², doch auch das kleinere „türkische Stremma“ (= Dunam) mit 919 m² geht auf byzantinische Flächenmaße zurück.
- 1 Stremma = 1 Quadrat-Plethron = 1600 Quadratschritt = 10.000 Quadratfuß.[5]  ≈ ¼ Acre.
- 1 Stremma (königliches) = 1000 Quadratpikis = 10 Ar = 0,7873 Stremma (alt)[6]